# 比肖夫貝格山 (伊布斯阿爾卑斯山脈)
47°56′42″N 14°37′54″E / 47.94500°N 14.63167°E
比肖夫貝格山（德語：Bischofberg），是奧地利的山峰，位於該國東北部，由下奧地利州負責管轄，屬於伊布斯阿爾卑斯山脈的一部分，處於瑪麗亞新施蒂夫特附近，海拔高度751米。